# Synagoge (Balbronn)

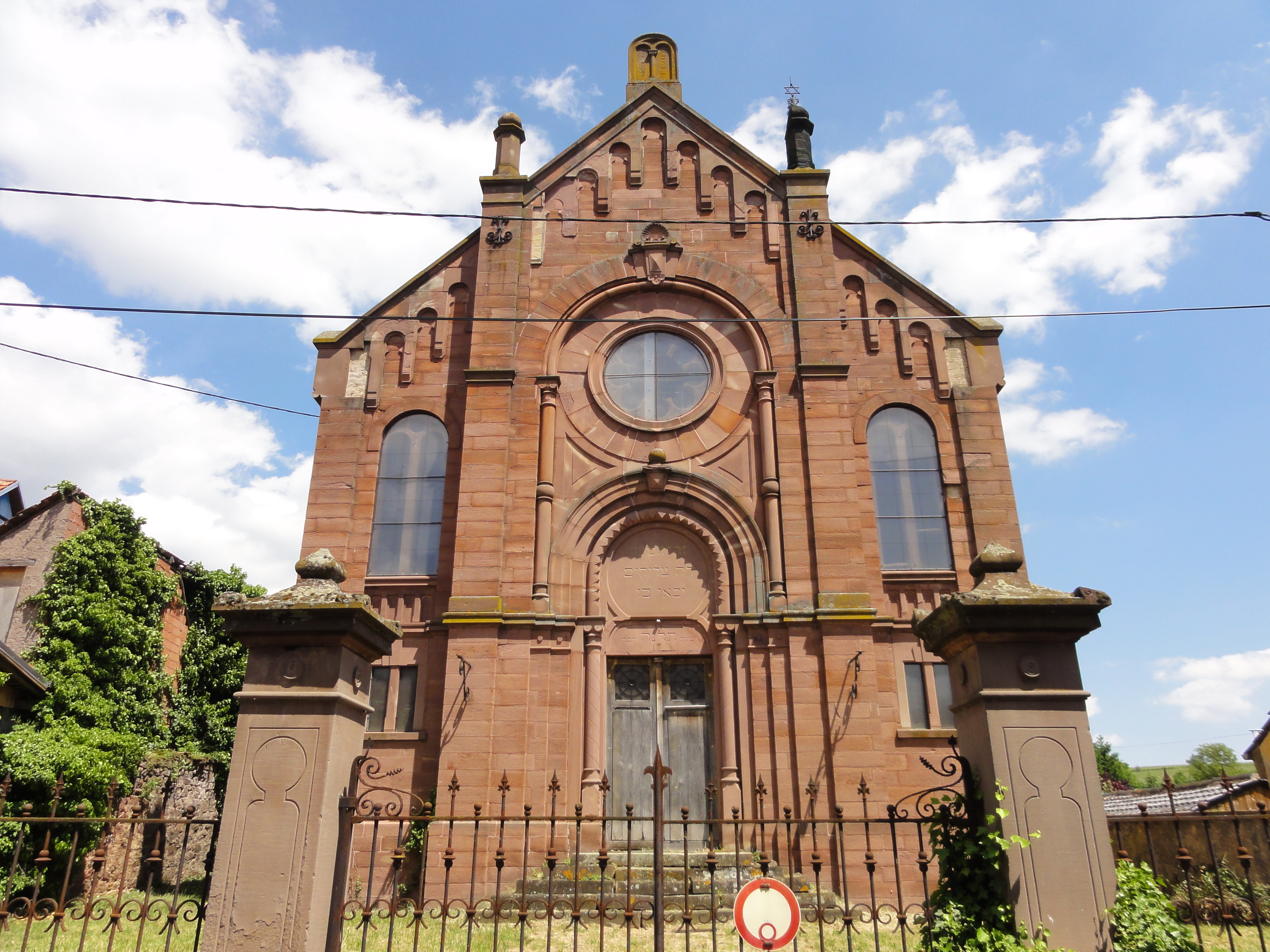
Synagoge in Balbronn

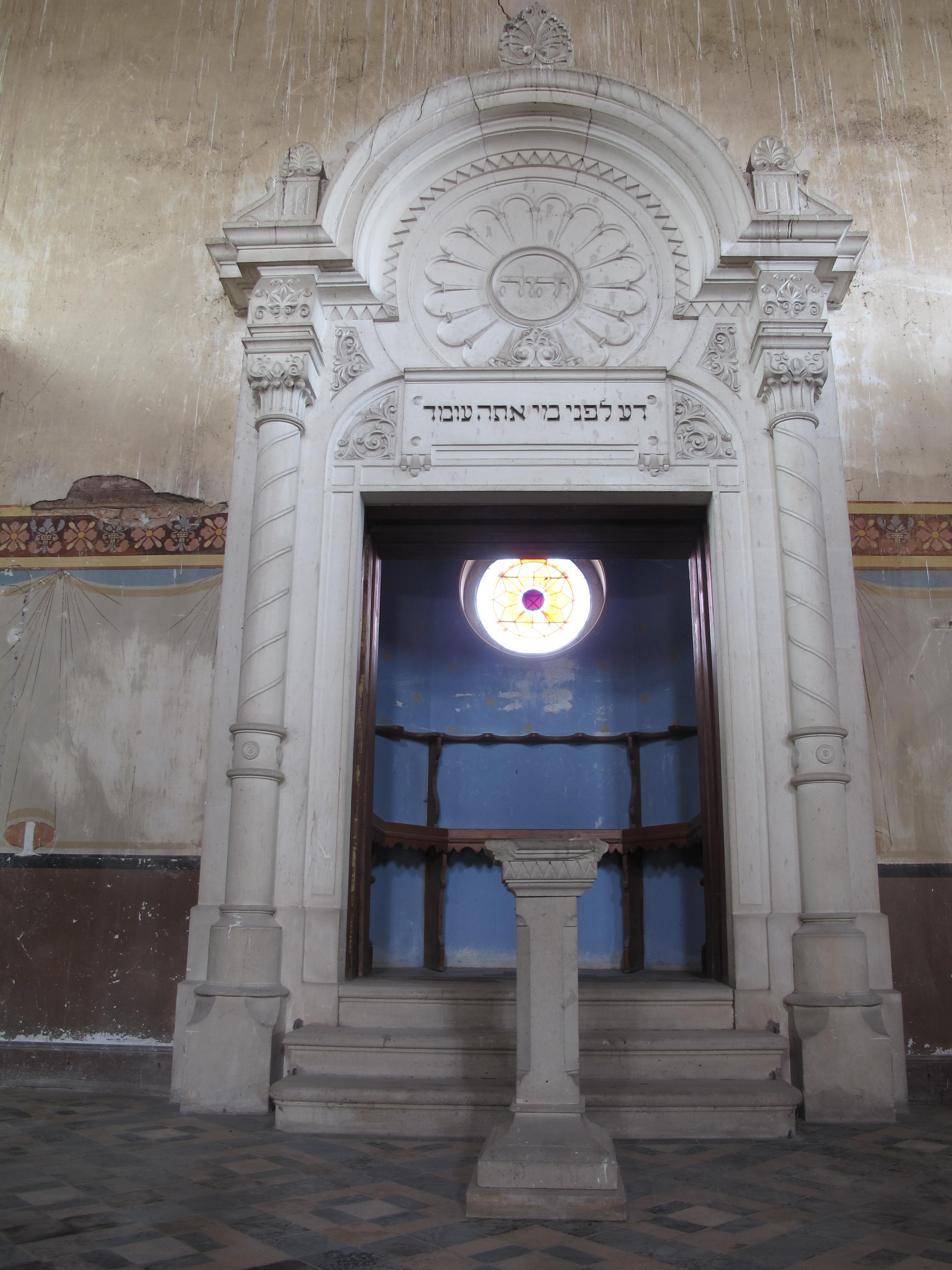
Innenansicht mit Thoraschrein

Die Synagoge in Balbronn, einer französischen Gemeinde im Département Bas-Rhin in der Region Grand Est, wurde 1895 errichtet, um eine zu klein gewordene Synagoge aus den 1730er Jahren zu ersetzen. Die Synagoge in der Rue des Femmes ist seit 1999 als Monument historique klassifiziert.

## Beschreibung
Das Gebäude aus heimischem Sandstein im Stil der Neuromanik ist 11,8 Meter breit und 22,2 Meter lang. Die Hauptfassade hat eine Höhe von 15 Metern. Die Synagoge bietet Platz für 100 Männer und 60 Frauen auf der Empore. Über dem Portal mit Tympanon befindet sich ein Rundfenster. Auf der Giebelspitze stehen die Gesetzestafeln.
Nach 1945 wurde die Synagoge nicht mehr für Gottesdienste genutzt.